# Remiz
A Remiz a madarak osztályának verébalakúak (Passeriformes) rendjébe és a függőcinege-félék (Remizidae) családjába tartozó nem.

## Rendszerezésük
A nemet Feliks Paweł Jarocki írta le 1819-ben, az alábbi fajok tartoznak ide:
- kínai függőcinege (Remiz consobrinus)
- fehérfejű függőcinege (Remiz coronatus)
- függőcinege (Remiz pendulinus)
- feketefejű függőcinege (Remiz macronyx)